# Ren Xiaowen
Ren Xiaowen (xinès simplificat: 任晓雯) (Xangai 1978 -) empresària, periodista i escriptora xinesa.És una de les representants d'una nova forma narrativa en evolució, que neix de la intenció de renovar l'escriptura de ficció a la Xina.

## Biografia
Ren Xiaowen va néixer el 1978 a Xangai (Xina). L'any 2003 es va graduar a l'Escola de Periodisme de la Universitat Fudan de Xangai.

### Empresària
El 2005, va cofundar Puchake Tea Co., Ltd., una empresa de distribució de te "on-line", on hi va exercir de vicepresidenta. Inicialment va tenir molt èxit, fins al punt que la seva notorietat com a emprenedora va acabar per sobrepassar la seva fama d'escriptora que encara estava en els seus inicis, però al cap d'uns tres anys es va vendre la societat.

### Carrera literària
El març de 2003 va publicar en un lloc web de la Universitat de Pequín, la novel·la 愚人 岛 - yúrén dào - "L'îlla dels ximples" que va tenir èxit entre els lectors, però sobretot va cridar l'atenció de la crítica i dels professionals de l'edició.
El 2006 va començar a publicar un recull contes, el seu model d`'escriptura més reeixit, que és una col·lecció d'onze contes més un pròleg i un epíleg. És una galeria de retrats de gent comuna, i dels estrats més baixos de la societat: pescadors, petits comerciants, prostitutes, perruquers, segrestadors, narcotraficants. La característica general és la pobresa, i el tema omnipresent la mort, mort sobtada i violenta, per accident, malaltia o no, que són els corol·laris de la pobresa.
El 2008 va publicar la 她们 (Elles) que en realitat es tracta d'una sèrie de retrats de dones. S'estructura en 33 capítols que recorren les històries de vuit dones a Xangai als anys 80 i més enllà, des de la seva joventut fins a la seva maduresa..
L'agost de 2008, va publicar una segona novel·la: 岛上 (A l'illa), una història que deixa incertesa sobre la realitat darrere de les aparences: la història d'un malalt mental que podria haver matat el seu professor.
L'agost de 2017,va publicar una novel·la 好人 宋 没用 - Song Meiyong, a good woman -. La novel·la explica la història d'una dona originària de Subei,on va néixer l'any 1921;que com que era una nena, la seva mare l'anomenava 没用 - Meiyong - (Inútil).
La seva novel·la 阳台上 - Yang tai shang - (Al balcó) a estat adaptada al cinema, pel director Zhang Meng (张猛), amb l'actriu Zhou Dongyu (周冬雨) en el paper principal.

### Premis
- 2000: Primer premi en la categoria d'adults del Concurs d'Assaig de Nou Concepte

- 2009: Premi de Nominació del 7è Premis de literatura i mitjans xinesos.[3]
- 2018: Premi Dangdai als millors contes
- 2019: Premi al millor relat breu per 换肾 记 (Kidney Donation Chronicle)